# Piragüisme als Jocs Europeus de 2015
Les proves de Piragüisme als Jocs Europeus de 2015 es van disputar del 14 al 16 de juny al Mingachevir. De les 15 proves 3 eren en canoa i només en categoria masculina, i les altres 12 en kayak (6 per cada gènere)

## Classificació
Cada país està restringit a una embarcació per prova, és a dir, un màxim de 15 embarcacions i 26 atletes. La nació organitzadora té plaça garantida per als K1-1000m C1-1000m masculí i el K1-500m femení. La resta de places es van distribuir segons els resultats del Campionat Europeu de Piragüisme en Aigües Tranquil·les de 2014 segons el barem següent:
| Prova    | Quota (Embarc./atletes) | Prova    | Quota (Embarc./atletes) |
| -------- | ----------------------- | -------- | ----------------------- |
| Masculí  | Masculí                 | Femení   | Femení                  |
| K1-200m  | 23(23)                  | K1-200m  | 18(18)                  |
| K1-1000m | 23(23)                  | K1-500m  | 18(18)                  |
| K1-5000m | 13(13)                  | K1-5000m | 13(13)                  |
| K2-200m  | 14(28)                  | K2-200m  | 14(28)                  |
| K2-1000m | 14(28)                  | K2-500m  | 14(28)                  |
| K4-1000m | 10(40)                  | K4-1000m | 10(40)                  |
| C1-200m  | 15(15)                  |          |                         |
| C1-1000m | 15(15)                  |          |                         |
| C2-1000m | 10(20)                  |          |                         |

## Medallistes

### Masculí
| Event    | Or                                                                     | Plata                                                                            | Bronze                                                                           |
| K1-200m  | Hongria · Miklós Dudás                                                 | Suècia · Petter Menning                                                          | Regne Unit · Ed McKeever                                                         |
| K1-1000m | Alemanya · Max Hoff                                                    | Portugal · Fernando Pimenta                                                      | Dinamarca · Rene Holten Poulsen                                                  |
| K1-5000m | Alemanya · Max Hoff                                                    | Portugal · Fernando Pimenta                                                      | França · Cyrille Carre                                                           |
| K2-200m  | Sèrbia · Nebojša Grujić · Marko Novaković                              | Alemanya · Ronald Rauhe · Tom Liebscher                                          | Hongria · Sandor Totka · Péter Molnár                                            |
| K2-1000m | Hongria · Zoltan Kammerer · Tamas Szalai                               | Alemanya · Max Rendschmidt · Marcus Gross                                        | Belarús · Vitaliy Bialko · Raman Piatrushenka                                    |
| K4-1000m | Hongria · Zoltan Kammerer · Dávid Tóth · Tamás Kulifai · Dániel Pauman | Rússia · Alexandr Sergeev · Vasily Pogreban · Anton Ryakhov · Vladislav Blintcov | Belarús · Pavel Miadzvedzeu · Aleh Yurenia · Vitaliy Bialko · Raman Piatrushenka |
| C1-200m  | Lituània · Henrikas Žustautas                                          | Azerbaidjan · Valentin Demyanenko                                                | Txèquia · Martin Fuksa                                                           |
| C1-1000m | Alemanya · Sebastian Brendel                                           | Txèquia · Martin Fuksa                                                           | Hongria · Attila Vajda                                                           |
| C2-1000m | Belarús · Andrei Bahdanovich · Aliaksandr Bahdanovich                  | Rússia · Alexey Korovashkov · Ilya Pervukhin                                     | Alemanya · Peter Kretschmer · Michael Mueller                                    |

### Femení
| Event    | Or                                                                   | Plata                                                                    | Bronze                                                                                          |
| K1-200m  | Polònia · Marta Walczykiewicz                                        | Rússia · Natalia Podolskaya                                              | Hongria · Danuta Kozák                                                                          |
| K1-500m  | Hongria · Danuta Kozák                                               | Àustria · Yvonne Schuring                                                | Polònia · Ewelina Wojnarowska                                                                   |
| K1-5000m | Belarús · Maryna Litvinchuk                                          | Regne Unit · Lani Belcher                                                | Polònia · Renáta Csay                                                                           |
| K2-200m  | Belarús · Marharyta Makhneva · Maryna Litvinchuk                     | Belarús · Nikolina Moldovan · Olivera Moldovan                           | Ucraïna · Mariya Povkh · Anastasiia Todorova                                                    |
| K2-500m  | Sèrbia · Milica Starović · Dalma Ružičić-Benedek                     | Romania · Roxana Borha · Elena Meroniac                                  | Hongria · Anna Kárász · Ninetta Vad                                                             |
| K4-500m  | Hongria · Gabriella Szabo · Anna Karasz · Danuta Kozak · Ninetta Vad | Alemanya · Franziska Weber · Verena Hantl · Conny Wassmuth · Tina Dietze | Polònia · Karolina Naja · Ewelina Wojnarowska · Edyta Dzieniszewska-Kierkla · Beata Mikołajczyk |

## Medaller
| Pos. | País        | Or | Plata | Bronze | Total |
| 1    | Hongria     | 5  | 0     | 5      | 10    |
| 2    | Alemanya    | 3  | 3     | 1      | 7     |
| 3    | Belarús     | 3  | 0     | 2      | 5     |
| 4    | Sèrbia      | 2  | 1     | 0      | 3     |
| 5    | Polònia     | 1  | 0     | 2      | 3     |
| 6    | Lituània    | 1  | 0     | 0      | 1     |
| 7    | Rússia      | 0  | 3     | 0      | 3     |
| 8    | Portugal    | 0  | 2     | 0      | 2     |
| 9    | Regne Unit  | 0  | 1     | 1      | 2     |
| 9    | Txèquia     | 0  | 1     | 1      | 2     |
| 11   | Àustria     | 0  | 1     | 0      | 1     |
| 11   | Azerbaidjan | 0  | 1     | 0      | 1     |
| 11   | Romania     | 0  | 1     | 0      | 1     |
| 11   | Suècia      | 0  | 1     | 0      | 1     |
| 15   | Dinamarca   | 0  | 0     | 1      | 1     |
| 15   | França      | 0  | 0     | 1      | 1     |
| 15   | Ucraïna     | 0  | 0     | 1      | 1     |
|      | TOTAL       | 15 | 15    | 15     | 45    |